# جان بولیل
جان بولیل (انگلیسی: John Bovill; ۲۱ مارس ۱۸۸۶ – 1935) بازیکن فوتبال، و سرمربی (فوتبال) اهل پادشاهی متحد بریتانیای کبیر و ایرلند بود.
از باشگاه‌هایی که در آن بازی کرده‌است می‌توان به باشگاه فوتبال بلکبرن روورز، باشگاه فوتبال چسترفیلد، و باشگاه فوتبال لیورپول اشاره کرد.